# 18531 Strakonice
18531 Strakonice (1996 XM2) là một tiểu hành tinh vành đai chính được phát hiện ngày 4 tháng 12 năm 1996 bởi M. Tichy và Z. Moravec ở Klet.